# 마쓰이 유키
마쓰이 유키(일본어: 松井 裕樹, 1995년 10월 30일 ~ )는 일본의 프로 야구 선수이며, 현재 메이저 리그 베이스볼인 샌디에이고 파드리스의 소속 선수(투수)이다. 가나가와현 요코하마시 아오바구 출신이다.

## 인물

### 프로 입단 전
요코하마 시립 야마우치 초등학교 2학년 때 소년 야구팀 ‘모토이시카와 선더볼트’(元石川サンダーボルト)에서 야구를 시작했다. 왼손잡이였지만 야구를 시작할 무렵에는 2루와 3루를 지키다가 3학년 때는 투수를 하게 됐다. 당시에는 지역 구단인 요코하마 베이스타스 주니어 팀에 가입하는 것이 목표였고 6학년 때는 동급생이자 팀 동료인 구스모토 다이시와 함께 베이스타스 주니어의 선발 테스트를 받은 뒤 모두 합격하여 NPB 12구단 주니어 토너먼트에 출전했다. 요코하마 시립 야마우치 중학교에 진학한 후에는 구스모토와 함께 ‘아오바 미도리히가시 시니어’에 소속되면서 3년 동안 전국 대회에서 우승을 차지했다.
중학교 졸업 후 도코가쿠엔 고등학교에 진학하면서 1학년 때인 하계 선수권 가나가와 대회에 가시와바라 후미아키와의 더블 에이스로 출전했다. 모기 에이고로, 와카바야시 아키히로를 거느린 도인가쿠엔 고등학교와의 준결승전에서는 선발 투수로서 등판하여 4이닝 1실점의 성적으로 팀의 결승 진출에 기여했다. 이후 요코하마 고등학교와의 결승전에서는 오토사카 도모, 곤도 겐스케, 야나기 유야 등을 거느린 요코하마 타선을 상대로 4이닝 무실점 호투를 보였다. 5회말부터 가시와바라가 등판했지만 팀은 연장 10회 끝에 1대 2로 끝내기 패배를 당했다. 1학년 추계부터 팀의 에이스를 맡았고 그 해 겨울에는 런닝에 중점을 두고 투구를 포함한 하체 강화에만 전념했다.
고교 2학년 때인 제94회 전국 고등학교 야구 선수권 가나가와 대회에서 준준결승 상대이자 전년까지 3년 연속 우승을 한 요코하마 고등학교를 상대로 11개의 삼진을 잡은 끝에 요코하마의 4시즌 연속 우승을 저지했다. 도인가쿠엔 고등학교와 맞붙은 결승전에서는 사이토 히로마사와의 투수전을 펼쳐 15탈삼진을 잡아낸 끝에 팀을 5년 만에 한신 고시엔 구장에서 열리는 전국 대회 출전으로 이끌었다.
하계 고시엔 대회(제94회 전국 고등학교 야구 선수권 대회) 1차전 상대인 이마바리니시 고등학교(에히메현)와의 경기에서 대회 사상 최다인 10타자 연속 탈삼진과 한 경기 22탈삼진을 기록했다. 위닝 볼은 기록 달성 다음날인 8월 10일부터 고시엔 역사관에 전시됐다. 2차전인 조소가쿠인 고등학교(이바라키현)와의 경기에서도 19탈삼진을 기록하며 2경기 만에 41개의 탈삼진으로 반도 에이지가 보유하고 있던 두 경기 합계 최다 탈삼진 기록을 경신했다. 2경기 연속 매이닝 탈삼진은 2000년 하계 고시엔 대회(제82회 전국 고등학교 야구 선수권 대회)에서 사카모토 야타로가 기록한 이래 역대 5번째의 기록이었다. 3차전인 우라소에 상공고등학교(오키나와현)와의 경기에서는 상대가 소프트볼의 노 스텝 타법을 도입해 3회 2사까지 삼진을 기록하지 못해 1차전부터 이어진 매이닝 탈삼진 기록은 중단됐지만 8회부터 6타자 연속 탈삼진을 포함, 마지막까지 12탈삼진을 기록했다. 전날에는 스파 목욕탕에서 온랭 교대욕과 산소 캡슐의 사용, 마사지 등도 이뤄졌다. 준준결승인 고세이가쿠엔 고등학교(아오모리현)와의 경기에서도 15탈삼진을 기록했지만 양 팀이 무실점으로 호투하던 8회 다무라 다쓰히로와 호조 후미야에게 연타로 3실점하며 대회에서 패하는 수모를 겪었다. 대회 통산 성적은 36이닝을 던지면서 평균 자책점 2.25, 17.00의 탈삼진률을 기록했다. 대회 통산 68탈삼진은 하계 고시엔 대회 역대 3위의 기록이며 좌완 투수로서는 2005년에 쓰지우치 다카노부가 기록한 65탈삼진을 경신해 한 대회 사상 최다 기록이 됐다.
가을에 열린 추계 가나가와 대회에서 준준결승전인 히라쓰카가쿠엔 고등학교와의 경기에서 9이닝을 2피안타 2실점 12탈삼진으로 호투했으나 팀은 패했고 이듬해의 선발 대회 출전권을 놓쳤다. 프로 야구 몇몇 구단으로부터 이듬해 드래프트 1순위 지명 후보로 거론됐지만 2학년 당시 1월에 열린 공개 연습 기자 회견에서 진로에 대해서는 미정이라고 답했다. 2학년 겨울에는 런닝이나 웨이트 트레이닝을 늘려 하체 강화에 임했다. 3학년 봄부터는 슬라이더를 사용하지 않는 투구와 체인지업의 제구력 향상을 위해 노력했다. 7월에는 우라와가쿠인 고등학교(사이타마현)와의 경기에서 9이닝 동안 1피안타 무실점 18탈삼진 무4구의 호투를 보였다.
3학년 하계 가나가와 대회에서는 준준결승전인 요코하마 고등학교와의 경기에서 아사마 다이키, 다카하마 유토로부터 홈런을 맞는 등 8이닝 동안 8피안타 3실점 10탈삼진을 기록했고 고교 시절 최고 속도인 149 km/h의 구속을 기록했으나 팀은 패했다. 요코하마의 코치인 오구라 기요이치로에 의하면 요코하마는 슬라이더의 판별 대책이나 구위 대책에 노력했고 기타 볼배합이나 투구 폼의 붕괴, 퀵 모션에서의 투구를 분석하고 경기에 임하고 있었다고 한다. 8월에는 제26회 AAA 세계 야구 선수권 대회에 일본 대표로 출전하며 예선 1차전인 중화 타이베이전, 2차전인 대한민국전, 결승전인 미국전에도 선발 등판했다.
2013년 9월 27일에 프로 지망 신고서를 일본 학생 야구 협회에 제출하겠다는 입장을 표명했고 그해 10월 24일에 열린 프로 야구 드래프트 회의에서는 도호쿠 라쿠텐 골든이글스, 주니치 드래건스, 후쿠오카 소프트뱅크 호크스, 요코하마 DeNA 베이스타스, 홋카이도 닛폰햄 파이터스 등 5개 구단으로부터 1차 지명을 받았고 추첨에 의해 라쿠텐이 교섭권을 획득하게 됐다. 11월 28일에 계약 협상을 마치고 계약금 1억 엔에 플러스 성과급 5,000만 엔을 더한 연봉 1,500만 엔(금액은 추정치)이라는 파격적인 조건으로 계약을 맺었다. 더 나아가 “나의 야구의 원점은 고교 야구에 있다. 그 곳에서 오랫동안 붙이고 있었던 번호로 새롭게 시작하고 싶었기 때문이다”라고 밝히며 본인의 희망에 따라 등번호는 1번으로 정해졌다.

### 라쿠텐 시절

#### 2014년
입단 1년 차에 신인 9명 중 유일하게 2007년 다나카 마사히로 이후 2번째가 되는 1군 캠프에 첫 참가했다. 선발 요원으로서 대동한 스프링 캠프 후 시범 경기에서는 13이닝 연속 무실점, 직구로 최고 속도 150 km/h를 기록하는 등의 호투를 보였다. 팀 사정으로 개막 1군 엔트리 진입에는 놓쳤지만 1군 감독인 호시노 센이치는 2007년의 다나카와 마찬가지로 개막 직후부터 마쓰이를 선발진의 일각에 투입하겠다고 공언했다. 1군 공식전 개막 직후인 4월 2일에는 프로 데뷔 후 처음으로 출장 선수 등록을 거쳐 같은 날에 열린 오릭스 버펄로스전(라쿠텐 Kobo 스타디움 미야기)에서는 선발 투수로서 1군 무대에 데뷔했다. 하지만 이 경기에서 6이닝 3실점을 기록하면서 패전 투수가 되는 것과 4월 16일 후쿠오카 소프트뱅크 호크스전(후쿠오카 야후오쿠! 돔)까지 3연패를 기록했다. 일본 프로 야구의 1군 공식전에 있어서 1950년에 양대 리그가 출범한 이후의 고졸 신인으로서는 처음이 되는 첫 등판부터 3연패라는 불명예스런 기록을 남겼다. 4월 23일 사이타마 세이부 라이온스전(코보스타 미야기)에서는 스트라이크 비율이 54.3%에 그치는 등 제구난을 드러냈다. 5회 도중 8개의 볼넷과 5실점을 내주며 강판돼 다음 날인 24일에 1군 등록이 말소됐다. 말소된 후에는 2군에서 이스턴 리그 공식전 6경기 등판하여 평균 자책점 0.89를 기록한 것 외에 호시노가 건강상의 이유로 휴양을 떠난 동안 감독 대행을 맡았던 1군 투수 코치 사토 요시노리에게서 제구력이 나아졌다는 칭찬을 받았다. 6월 6일에는 1군에 복귀하고 나서는 일시적으로 구원 요원으로 전향했다. 6월 7일 주니치 드래건스전(나고야 돔)에서 1군 공식전에서는 처음으로 구원 등판했다. 호시노가 건강상의 이유로 요양 생활에 들어간 것에 의해서 오쿠보 히로모토가 1군 감독 대행으로 취임한 7월 2일 오릭스전(교세라 돔 오사카)에서는 구원 투수로서 데뷔 첫 승리를 기록했다. 7월 17일 프레시 올스타전(나가사키 빅 N 스타디움)에서는 선발 등판해 1이닝을 던져 2피안타 1볼넷 1실점으로 끝났다. 9번째 선발 등판이 된 8월 13일 소프트뱅크전(야후오쿠! 돔)에서는 7이닝을 던져 4피안타 2실점을 기록했는데 선발로서 첫 승리가 되는 2승째를 올렸다. 선발 투수로서의 1군 첫 승리이기도 했다. 또한 1군 데뷔전인 오릭스전 첫회부터 8월 26일 세이부전(코보스타 미야기)에서 2회초 2사까지 도합 70과 2/3이닝 연속 무피홈런 기록을 달성했다. 1965년 드래프트제 도입 이후에 호리우치 쓰네오(1966년)가 보유하고 있던 ‘일본 프로 야구 구단의 고졸 신인 투수에 의한 1군 공식전에서의 연속 이닝 무피홈런’이라는 기록을 48년 만에 경신했지만 그 직후에 어네스토 메히아에게 데뷔 후 처음으로 홈런을 맞아 기록은 71과 1/3이닝으로 멈췄다. 최종적으로 4승 8패라는 부진한 성적을 남겼지만 그해 일본 프로 야구 신인으로서 가장 많은(퍼시픽 리그 5위 타이) 126개의 탈삼진을 기록했다.

#### 2015년
정규 시즌 개막을 앞둔 2월 16일에 ‘GLOBAL BASEBALL MATCH 2015 사무라이 재팬 대 유럽 대표’의 일본 대표팀 선수로 발탁됐다. 대표팀 선수로 발탁된 시점에서의 연령은 19세이며 일본 대표팀에 발탁된 선수로서는 역대 최연소였다. 3월 11일에 열린 2차전(도쿄 돔)에서는 팀의 4번째 투수로서 등판해 1이닝을 던졌다. 그해 라쿠텐의 1군 감독으로 승격한 오쿠보 히로모토는 히로시마 도요 카프에서 트레이드로 입단한 캄 미콜리오가 마무리 후보로서 팀에 합류한 것을 배경으로 탈삼진률이 높은 마쓰이를 미콜리오에게 연결하기 위한 마무리로 전향시키는 구상을 했다. 마쓰이 자신도 춘계 스프링 캠프 도중부터 마무리 전향을 위한 조정을 계속하고 있었다. 하지만 마쓰이가 일본 대표팀에 합류하고 있던 기간 중(시범 경기 종반)에 미콜리오가 추간판 탈출증 발병으로 이후 전치 3개월의 진단을 받았기 때문에 오쿠보는 마쓰이를 급거 마무리 투수로 승격시키는 것으로 방침을 정하고 개막에 대비했다.
정규 시즌 개막을 처음으로 1군에서 맞이해 시즌 첫 등판부터 13경기 등판(통산 16이닝)에 걸쳐서 무실점 호투를 이어나갔다. 이전에 마무리로서 7세이브를 기록한 것과 구원 실패를 경험하지 않는 채 5월 25일 세이부전(세이부 프린스 돔)에서 10세이브째를 올렸다. 일본 프로 야구 1군 공식전에서의 시즌 10세이브는 고졸 2년차 좌완 투수로서는 첫 사례이다. 등판한 17경기째에서의 달성은 우완 투수를 포함해도 일본 프로 야구 역대 가장 빠른 기록이다. 7월 5일, 31경기째 등판한 홋카이도 닛폰햄 파이터스전(코보스타 미야기)에서 시즌 첫 패전 투수가 됐지만 올스타전 팬 투표에서는 퍼시픽 리그 마무리 투수 부문에서 1위를 기록했다. 7월 17일에 열린 올스타전 1차전(도쿄 돔)에서는 타자 두 명과 상대하면서 퍼시픽 리그 선발 7번째 투수로서 첫 등판을 이뤘다.
8월 4일 세이부전에서 시즌 23세이브(1군 공식전 시즌 최다 세이브의 구단 기록), 9월 9일 지바 롯데 마린스전(모두 코보스타 미야기)에서 28세이브(고졸 2년차까지의 투수에 의한 일본 프로 야구 시즌 최다 기록)를 연달아 달성했다. 미콜리오가 위에서 말한 추간판 탈출증 발병으로 사실상 시즌을 포기한 적도 있어서 정규 시즌을 통해 1군에서의 마무리 투수로 정착하는 것과 동시에 3승 2패 33세이브 12홀드, 평균 자책점 0.87이라는 좋은 성적을 남겼다.

#### 2016년
오쿠보에 뒤를 이어 1군 감독으로 취임한 나시다 마사타카의 구상에 따라, 미콜리오나 아오야마 고지를 마무리 투수로 자리잡는 것을 전제로 2년 연속 마무리 투수로 기용됐다. 정규 시즌 개막을 앞두고 나시다로부터 ‘40세이브, 구원 실패 없음, 평균 자책점 0.75 이하’라는 목표를 제시받았다. 정규 시즌 전반기에서는 1점을 앞서고 있는 상황에서 등판한 5월 5일 지바 롯데전에서 9회초에 나카무라 쇼고에게서 3점 홈런을 허용하는 등 6실점을 내주며 역전패를 당하는 등 구원 실패가 잇따랐다. 그러나 8월 6일 세이부전(모두 코보스타 미야기)에서 2년 연속으로 시즌 20세이브에 도달한 것 외에도 11경기에 등판하여 9세이브 2홀드, 평균 자책점 0.69를 기록했다. 이러한 기록에 힘입어 퍼시픽 리그 투수 부문에서 월간 MVP를 처음으로 수상하는 영예를 안게 됐다. 더 나아가 수상 시점에서의 연령은 21세이며, 퍼시픽 리그 투수 부문에 있어서의 좌완 투수로서는 역대 최연소 기록이다. 시즌 전체적으로 위에서 말한 목표 도달에는 미치지 못했지만 구단 사상 최초로 1군 공식전에서의 2년 연속 30세이브를 달성했다.

#### 2017년
제4회 월드 베이스볼 클래식 일본 대표팀의 준결승 탈락으로 소속팀에 복귀하면서 조정 등판의 기회를 거치지 않고 3월 31일 오릭스와의 개막전(교세라 돔 오사카)에서는 동점인 상황에 9회말부터 등판했다. 자신의 지원으로 10회말까지 2이닝을 던져 무안타 무실점인 상황에서 던진 끝에 팀이 승리함에 따라 자신도 승리 투수가 됐다. 이후의 등판한 경기에서도 4월 29일 닛폰햄전(삿포로 돔) 9회말에 시즌 첫 구원 실패로 끝내기 패배를 당할 때까지 13경기 연속으로 무실점·무패로 호투하는 등의 활약을 보여줬다. 4월 25일 지바 롯데전(도쿄 돔)에서 1점 앞선 9회초에 등판하여 3명의 타자를 상대로 3구씩 던진 끝에 3자 연속 삼진을 빼앗아 리그 1위인 9세이브째를 올렸다. 일본 프로 야구의 1군 공식전에 있어서 한 명의 투수가 한 이닝에 3자 연속 3구 탈삼진을 기록한 사례는 역대 17번째(총 18번째)이지만 라쿠텐의 투수로서는 처음이다. 또한 탈삼진은 모두 헛스윙에 의한 것으로, 상대 타자를 헛스윙으로 유도 시킨 공의 수(9개 공 가운데 7개)도 이 기록의 달성자로서는 가장 많았다.
구단에서 추천한 선수로 퍼시픽 리그의 마무리 투수 부문에 이름을 올린 올스타전 팬 투표에서는 이 부문의 득표수에서 2년 만에 1위로 올라섰고 7월 14일에 열린 1차전(나고야 돔)에서 마지막으로 등판했다. 리그전이 재개된 후에는 세이브수를 29개까지 늘렸다. 그러나 7월 27일에 왼쪽 어깨 뒤쪽 근육 부분이 손상됐다는 판명을 받았고 이날 출전 선수 등록이 말소됐다가 8월 19일부터 1군에 복귀했고 9월 7일 닛폰햄전(도쿄 돔)에서는 일본 프로 야구 역대 7번째로 1군 공식전에서의 3년 연속 시즌 30세이브를 달성했다. 시즌 33세이브로 정규 시즌을 마감하면서 NPB 1군 공식전 통산 세이브수는 96까지 도달했다. 또 시즌 종료 후 추정 연봉 1억 4,000만 엔(작년부터 5,000만 엔 상승)이라는 조건으로 계약을 갱신함으로써 1억 엔 선수의 반열에 올랐다.

#### 2018년
정규 시즌 개막 초부터 구원에 실패하는 경기가 속출했고 5월 중순부터 마무리로서의 재기를 노렸다. 하지만 시즌 개막 이후부터 교류전 도중까지의 성적이 0승 5패 2세이브에 그친 것을 이유로 6월 7일부터 1개월에 걸쳐 2군에서의 조정이 불가피했다. 1군에 복귀한 후에는 구원으로만 등판하여 4승을 기록했다. 9월 16일 지바 롯데전(ZOZO 마린 스타디움)에서는 일본 프로 야구 역대 31번째로 개인 통산 100세이브를 사상 최연소에 해당되는 22세 10개월 만에 달성했다. 경기가 붐비고 있던 시즌 종반에는 잠정적인 조치로서 2경기에 선발 등판했는데 처음 등판했던 9월 27일 지바 롯데전(ZOZO 마린 스타디움)에서 2014년 9월 23일 소프트뱅크전(후쿠오카 야후오크! 돔) 이후 1465일 만에 선발승을 거뒀다. 2경기째에 해당되는 10월 4일 닛폰햄전(라쿠텐 세이메이 파크 미야기)에서는 6이닝 4실점으로 패전 투수가 됐지만 구단 타이 기록인 7타자 연속 삼진, 프로 데뷔 후 처음으로 한 경기 14탈삼진 및 닛폰햄 선발 타자 전원을 상대로 탈삼진 기록을 동시에 수립했다. 정규 시즌에서는 53경기에 등판하여 5승 8패 5세이브, 평균 자책점 3.65를 기록했다. 일본 시리즈 종료 후 11월에 개최된 미일 야구에서는 일본 대표팀 선수로 발탁돼 구원으로 3경기에 등판하여 1승 1세이브를 기록했다.
12월 13일에는 이전부터 교제하고 있던 이시바시 안나와의 결혼을 공식 발표했다(자세한 내용은 관련 내용 참조). 팀의 선수로서 마지막으로 임한 재계약 협상에서는 구단으로부터 첫 감봉 제시(3,000만 엔 삭감)를 받으면서도 추정 연봉 1억 1,000만 엔이라는 조건으로 계약을 갱신했다.

#### 2019년
정규 시즌 개막 이후부터 마무리로 복귀하면서 팀내 1위(퍼시픽 리그 2위)에 해당되는 68경기에 등판했다. 전년도부터 변화된 모습으로 호조를 유지하여 올스타전에서도 퍼시픽 리그 구원 투수 부문에서 팬 투표로 1위를 차지하면서 2년 만에 출전했다. 정규 시즌 성적은 2승 8패를 기록하여 패전 수가 크게 나왔음에도 불구하고 평균 자책점을 1.94까지 개선시킴으로써 팀을 2년 만의 클라이맥스 시리즈 진출에 기여했다. 또한 퍼시픽 리그 역대 좌완 투수로서 가장 많은 시즌 38세이브를 달성함으로써 리그 최다 세이브 타이틀을 처음으로 석권했다. 일본 시리즈 종료 후에 열리는 제2회 WBSC 프리미어 12 일본 대표팀 선수로 발탁됐지만 왼쪽 팔꿈치 통증을 호소하여 대회 개막을 앞두고 출전을 고사했다. 12월 17일에는 추정 연봉 2억 5,000만 엔(작년부터 1억 4,000만 엔 상승)이라는 조건으로 4년 계약을 체결했다. 계약 갱신 후에 가진 기자 회견에선 다음 2020년부터 선발로 다시 전향할 것임을 분명히 밝혔다.

#### 2020년
춘계 1군 스프링 캠프에서의 선발 요원으로서 조정하고 있었지만 정작 시범 경기에서는 컨디션이 오르지 않았고 요미우리 2군 팀과의 연습 경기(3월 27일)에서도 6실점을 내주고 1회에 강판됐다. 정규 시즌 개막 직전의 연습 경기에선 회복되는 모습을 보였고 6월 20일에 오릭스와의 개막 2차전(교세라 돔 오사카)에서 1군 공식전 625일 만에 선발 등판을 이뤘다. 하지만 이 경기에서부터 2경기에 선발로 나와 5이닝을 던지지도 못하고 강판돼 6월 하순부터 대략 한 달에 걸쳐 2군에서의 재조정을 가졌다. 8월 27일 지바 롯데전에서는 1군 공식전 시즌 6경기째 선발 등판하여 7이닝 무실점, 1피안타, 매이닝 11탈삼진의 호투로 선발 등판에서는 2년 만에, 홈구장에서의 선발 등판에서는 입단 1년 차인 2014년 이래 6년 만에 승리를 거뒀다. 이후에도 선발 등판하여 2승을 기록했고 3승째를 올린 9월 24일의 지바 롯데전(모두 라쿠텐 세이메이 파크 미야기)에서는 5회초 종료 후 교체될 때까지 114개의 공을 던지면서도 15아웃 중 12아웃을 삼진으로 잡았다. 하지만 그 해 2군 감독에서 1군 감독으로 승격한 미키 하지메의 판단으로 정규 시즌 막바지에 이른 10월부터는 구원으로 복귀했다. 선발로는 10경기에 등판하여 4승 3패에 그쳤지만 복귀 후에는 15경기에 구원 등판으로 1승 2패이면서도 2세이브와 8홀드를 기록했다. 이 해가 4년 계약의 1년째였으며 시즌 종료 후인 11월 27일에 현상 유지라는 조건으로 2년째의 계약을 갱신했다. 단장이던 이시이 가즈히사는 미키의 2군 감독 복귀와 자신의 1군 감독 겸무를 결정한 후 1군 지휘관으로서 다음 2021년 시즌부터 마쓰이를 마무리 투수로 다시 고정시키겠다는 입장을 밝혔다.

#### 2021년
정규 시즌 개막 후 마무리 투수로 복귀하면서 5월 9일 닛폰햄전(삿포로돔)에서는 시즌 9번째 세이브를 기록하며 통산 150세이브를 역대 최연소인 25세 6개월에 달성했다. 그 후에도 세이브수를 순조롭게 쌓아가기는 했지만 8월 25일 훈련 도중 오른쪽 허벅지 부상으로 다음날에 1군 등록이 말소됐다.

#### 2022년

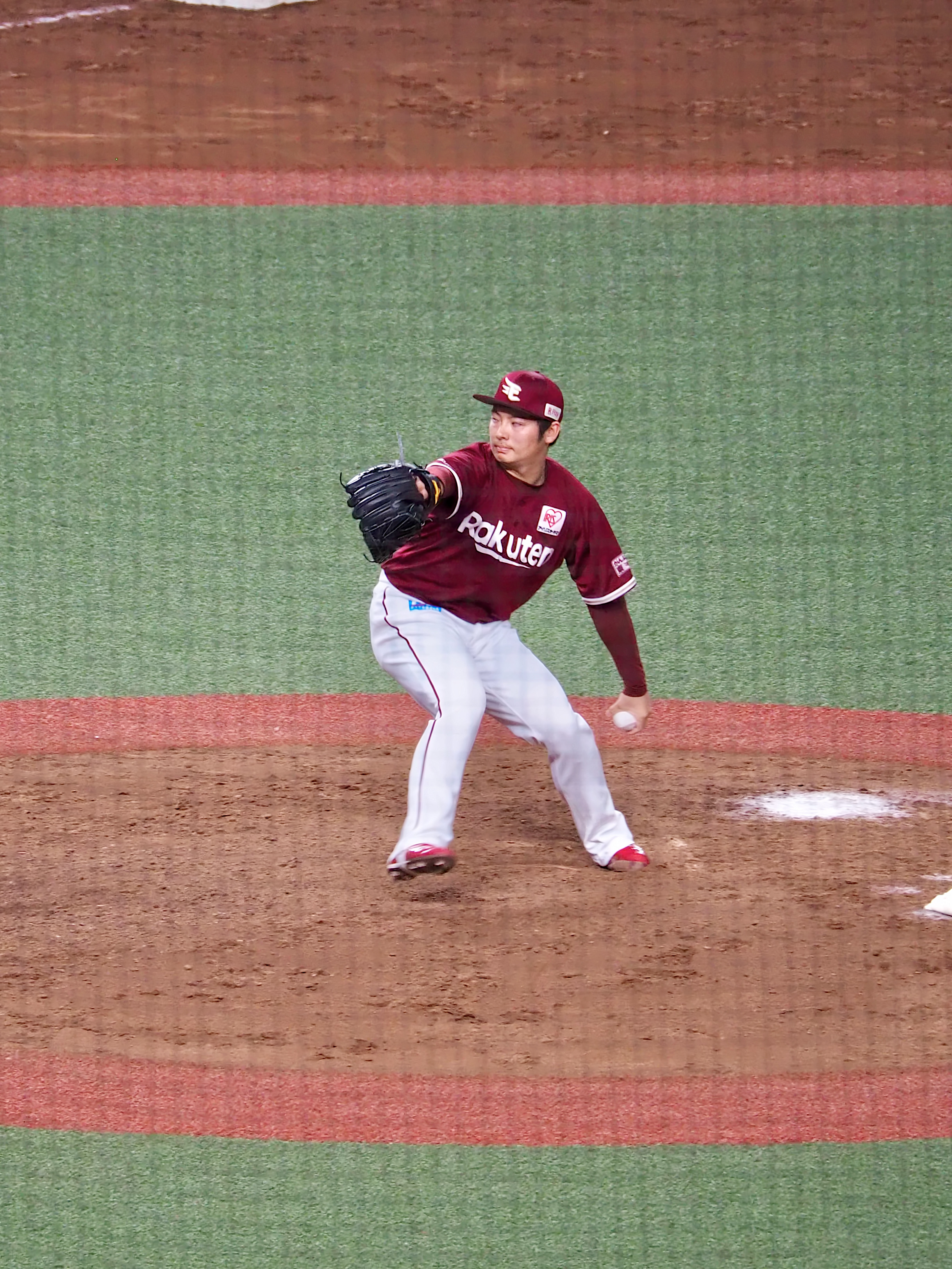
2022년, 베루나 돔에서

시즌 최다인 32세이브를 달성하여 통산 두 번째의 최다 세이브 타이틀을 거머쥐는 동시에 퍼시픽 리그 사상 최초이자 5번째가 되는 시즌 30세이브를 기록했다.

#### 2023년
4월 5일, 라쿠텐 모바일 파크 미야기에서 열린 세이부전에서 역대 9번째로 개인 통산 200세이브를 달성했다. 작년에 야마사키 야스아키(DeNA)가 기록한 29세 10개월을 제치고 역대 최연소가 되는 27세 5개월 만에 달성했다. 10월 25일, 해외 FA권을 행사해 메이저 리그에 도전하겠다는 입장을 밝혔다. 11월 8일에는 해외 FA권을 행사했다고 밝혔다.

### 샌디에이고 파드리스 시절
2023년 12월 24일, 샌디에이고 파드리스와 계약을 맺었다고 공식 발표했다. 계약 금액은 5년 총액 2,800만 달러(약 40억 엔)이다. 등번호는 라쿠텐 시절과 마찬가지로 1번으로 결정했다.
2024년 3월 15일, 대한민국 서울에서 열리는 메이저 리그 베이스볼 서울 시리즈 로스앤젤레스 다저스와의 개막전에 합류할 선수로 공식 발표됐다. 3월 15일에는 파드리스의 코치진, 선수들과 함께 인천국제공항에 도착했고 3월 20일에 개막 로스터에 진입했다.

## 국가대표 경력
2015년 11월에 열린 제1회 WBSC 프리미어 12에서는 일본 대표팀 선수로 발탁했다. 팀 동료인 우치카와 세이이치가 소속 팀(소프트뱅크)과 같은 등번호(1)를 착용한 관계로 데뷔 후 처음으로 등번호 10번을 착용했다. 대회에서는 마무리 투수로 기용됐다.
2017년 3월에 개최된 제4회 월드 베이스볼 클래식에서 야수를 포함한 일본 대표팀의 최연소 선수로 발탁했다. 2라운드까지 3경기에 구원 등판하면서 총 2와 3분의 2이닝을 던져 무실점으로 호투했다.
2023년 3월에 개최된 제5회 월드 베이스볼 클래식 일본 대표팀 선수로 발탁했다. 마쓰이의 등판은 1라운드 상대인 대한민국전에서 1경기 1이닝에만 머물렀지만 무안타 무실점으로 막았다.

## 선수로서의 특징
오버핸드로부터 최고 속도 154 km/h의 속구와 2종류의 슬라이더, 체인지업, 커브로 구종을 삼고 있으며 ‘사라진다’고 불릴 정도로 곡선이 큰 세로 슬라이더로 고교 시절에는 헛스윙 삼진을 대량으로 빼앗는다. 속구 회전수가 많아 최고 2,600rpm 이상을 기록했다. 2015년 시즌 중간부터 컷 패스트볼도 던지기 시작했다.
슬라이더는 고등학교 1학년 시절 ‘카운트를 빼앗는 빠른 변화구를 가지고 싶다’는 마음가짐 하에 독학으로 습득했고 손목에 맞으면 공의 실밥 자국이 붙을 정도의 구위를 자랑한다. 구도 기미야스는 마쓰이의 탈삼진수가 많은 이유를 “오른쪽 어깨가 열리기 시작하고 나서도 왼팔이 좀처럼 나오지 않고, 공의 출처를 파악하기 힘들다”, “직구와 슬라이더의 궤도가 동일하기 때문에 구분이 어렵고, 슬라이더라도 직구라고 생각해 방망이가 나간다”, “공의 회전 수가 많아 타자의 손목 주변에서 갑자기 구부러지는 것처럼 보인다”라는 세 가지 평가를 내렸다.
라쿠텐의 포수인 시마 모토히로는 마쓰이의 투구를 다나카 마사히로와 비교하면서 다음과 같이 말했다.

슬라이더에 대해서도 일품입니다. 다나카의 장기인 공은 날카롭고 크게 휘어지는 슬라이더였습니다. 반면 마쓰이의 슬라이더는 타자 가까이 왔을 때 스피드가 한층 빨라지면서 세로로 예리하게 뚝 떨어집니다. 이 두 사람의 슬라이더는 완전히 다릅니다. 특히 마쓰이의 슬라이더는 별로 받아본 적이 없는 공이었는데 라쿠텐에는 이런 공을 던지는 투수가 별로 없습니다.
 — 시마 모토히로
고교 시절에 경이적인 탈삼진률을 기록한 마쓰이였지만 정작 본인은 “삼진에는 연연하지 않는다. 나는 이길 수 있는 투수가 되고 싶다. 공의 수가 많아지면 아무래도 승리에 근접하기 어렵다”고 말했다.
프로 1년차 공식전에서는 체인지업이나 슬라이더로 삼진을 잡아내는 한편으로 앞에서 말한 바와 같이 첫 등판부터 제구에 애를 먹기도 했다. 투구할 때 내딛는 오른발에 너무 힘을 주는 바람에 체중이 뒤쪽에 실려있다 보니 던진 공이 스트라이크 존을 크게 벗어나는 경우가 종종 있었다. 2군으로 조정되기 전 마지막 등판이 된 세이부와의 경기에서 스트라이크율이 54.3%에 그친 적도 있어서 호시노 센이치 감독은 경기 후에 “스트라이크가 제대로 먹히게 될 때까지(1군에 복귀시키지 않겠다)”라고 말했다. 하지만 2군에서 지내던 와중에 이스턴 리그 공식전 6경기에 등판하여 0.89의 평균 자책점을 기록했다.

## 에피소드
- 이름인 ‘유키’는 ‘소나무’(松)의 ‘나무’(樹)에 풍성하게 ‘잎’(裕)이 붙는 것에서 유래했다.[5]

- 라쿠텐 입단 후 주로 불리게 된 별명은 ‘맛짱’(まっちゃん)이다. 입단 1년 차인 2014년에 당시 같은 팀에 소속돼 있던 선수이자 똑같이 ‘마쓰이’라는 성을 가진 마쓰이 가즈오가 “(마쓰이 유키를)‘마쓰이’라고 부르면 잘못돼서 내가 뒤돌아 볼 것 같으니까 (마쓰이 유키의)별명을 생각했으면 좋겠다”라고 요청한 것을 계기로 팀내에서 결정된 것이다.[127] 그 외에도 친분이 깊은 다카나시 유헤이 등으로부터 ‘마쓰’(マツ)라고 불리고 있다.[128][129]

- 중학교 시절에 같이 활약했던 ‘아오바 미도리히가시 시니어’ 팀 동료에 의하면 “목소리가 크고 왁자지껄한 것을 좋아할 것 같지만 실제로는 모두의 중심에 서는 타입은 아니며 바퀴의 외부에서 모두를 북돋우는 경우가 많았다”고 한다.[130]

- 구스모토 다이시와는 초등학교 6학년 때 구스모토가 같은 초등학교로 전학와서 만나게 된 것이 인연으로 마쓰이가 구스모토에게 함께 야구를 하자고 권유했고 모토이시카와 선더볼트, 요코하마 베이스타스 주니어, 아오바 미도리히가시 시니어 등과 초등학교부터 중학교까지 함께 활약한 바 있다.[131] 구스모토는 하나사키토쿠하루 고등학교에 진학했기 때문에 고등학교에서는 따로따로 였지만 마쓰이는 3학년 춘계 간토 대회 첫 상대인 하나사키토쿠하루전에서의 구스모토와의 맞대결이 “지금까지 상대한 고등학교 중에서 가장 즐거웠다. 대결 경력 중에 즐겁다고 느낀 경기는 이것이 최고”라고 2017년 도호쿠 방송의 스포츠 정보 프로그램 《스포치!》에서 방송된 대담에서 말했다.[4]

- 선발 등판시에는 일종의 징크스로 불펜에서 투구 연습으로 18구를 던진다.[34]

- 목표로 하는 투수는 스기우치 도시야이다.[132] 도코가쿠엔 고등학교 시절 프로 입단 후에 대결하고 싶은 타자는 우치카와 세이이치를 꼽았다.[133] 참고로 라쿠텐 입단 후 2년 간(2015 ~ 2016년 시즌) 퍼시픽 리그 공식전에서 우치카와랑 총 11번이나 상대했는데 상대 타율은 3할(10타수 3안타)이었고 타점도 홈런도 연결시키지 않았다.

- 2017년 월드 베이스볼 클래식에서는 우치카와와 함께 일본 대표팀에 발탁됐다. 3월 12일 2라운드 경기인 네덜란드전(도쿄 돔)에서는 7회말부터 구원 등판하여 네덜란드 타선을 3자 범퇴로 막아냈다. 마쓰이는 대회 후 이 경기를 “지금까지 야구 인생에 있어서 가장 긴장했던 경기였다”라고 말했다.[72]

- 2017년 4월 14일, 닛폰햄과의 야간 경기를 위해 Kobo 파크 미야기까지 자신의 차량으로 운전하던 중에 센다이시내에서 신호 대기중이던 경차와 추돌 사고를 일으켰다. 추돌당한 자동차 운전기사가 가벼운 찰과상이라는 진단을 받았기 때문에 마쓰이로부터 사고 관련 내용을 보고받은 구단에서는 마쓰이에 대해 엄중 주의와 자숙하라는 의미의 징벌성 처분을 내렸다. 하지만 마쓰이 본인은 큰일이라 생각하지 않고 당일에 열린 닛폰햄전에서 9회초에 등판, 1점의 리드를 끝까지 지킨 끝에 이 해의 시즌 5세이브째를 기록했다.[134]

- 좋아하는 음악가는 아이묭과 게쓰메이시[13]와 코부쿠로 등이며 여배우 이시바시 안나와 결혼하기 전에 좋아하는 연예인으로는 아리무라 카스미, 타케이 에미[13], 아키모토 마나츠(노기자카46)[135] 등을 꼽았다.

## 가족 관계
- 친동생 가즈키는 야구 선수(투타는 우투우타)이며 나라시노 시립 나라시노 고등학교에서 외야수[136], 메이지가쿠인 대학에서 내야수로 활약했다. 대학에서는 수도 대학 야구 리그전에서 겨우 4타석밖에 들어서진 못했지만 졸업 후인 2020년 이후에도 내야수로서 하나마우이(지바현 도미사토시를 거점으로 활동하는 클럽 팀)에서 선수 생활을 계속했다. 같은 해에는 NPB 복수 구단(오릭스 블루웨이브 등)에서 외야 수비의 명수로 활약한 모토니시 아쓰히로 감독의 지휘 하에 제91회 도시 대항 야구 대회 본선에 진출했다.[137] 2023년에 퇴단했다.

- 이시바시와는 지인의 주최로 열린 식사 모임에서 만난 것을 인연으로 2017년 시즌 종료 후부터 교제하기 시작했다. 이듬해 2018년 8월 상순에는 그 해 시즌 종료 후인 12월 하와이에서 결혼식을 올리기로 예정돼 있었지만[138] 이시바시의 소속 사무소인 호리프로측이 마쓰이와 교제하고 있다는 사실을 인정했다는 내용의 언론 보도가 잇달아 나왔다.[139] 마쓰이 본인도 위에서 말한 언론 보도를 접하고 이시바시와 진지하게 교제하고 있다는 사실을 밝혔다.[140] 2018년 12월에 하와이에서 결혼식을 올렸고 다음날인 13일에 혼인 신고를 했다. 더 나아가 이시바시는 결혼 후에도 배우로서의 활동을 계속하고 있다가[141] 2020년 5월 5일에 첫 아이(딸)[142], 2022년 10월 14일에 둘째 아이(아들)[143]를 각각 출산하였다.

## 상세 정보

### 출신 학교
- 도코가쿠엔 고등학교

### 선수 경력
NPB
- 도호쿠 라쿠텐 골든이글스(2014년 ~ 2023년)

MLB
- 샌디에이고 파드리스(2024년 ~ )

국가 대표 경력
- 2015년 WBSC 프리미어 12 일본 국가대표
- 2017년 월드 베이스볼 클래식 일본 국가대표
- 2023년 월드 베이스볼 클래식 일본 국가대표

### 수상·타이틀 경력

#### 타이틀
- 최다 세이브 투수 : 3회(2019년, 2022년, 2023년) ※좌완 투수의 3회 획득은 에나쓰 유타카에 이은 퍼시픽 리그 역대 2위

#### 수상
- 월간 MVP : 1회(2016년 8월) ※투수 부문
- ‘조지아혼’상 : 1회(2014년도 제7회)

### 개인 기록

#### NPB

##### 첫 기록
- 첫 등판 · 첫 선발 등판 : 2014년 4월 2일, 대 오릭스 버펄로스 2차전(라쿠텐 Kobo 스타디움 미야기), 6이닝 5피안타 3실점에서 패전 투수
- 첫 탈삼진 : 상동, 1회초에 이토이 요시오로부터 루킹 삼진
- 첫 승리 : 2014년 7월 2일, 대 오릭스 버펄로스 10차전(교세라 돔 오사카), 2이닝 2피안타 무실점[144]
- 첫 홀드 : 2014년 7월 4일, 대 후쿠오카 소프트뱅크 호크스 9차전(후쿠오카 야후오크! 돔), 6회말 2사에 3번째 투수로서 구원 등판, 1과 1/3이닝 무실점
- 첫 선발 승리 : 2014년 8월 13일, 대 후쿠오카 소프트뱅크 호크스 16차전(후쿠오카 야후오크! 돔), 7이닝 2실점
- 첫 완투 : 2014년 10월 5일, 대 홋카이도 닛폰햄 파이터스 24차전(삿포로 돔), 8이닝 1실점 6탈삼진에서 패전 투수
- 첫 세이브 : 2015년 3월 28일, 대 홋카이도 닛폰햄 파이터스 2차전(삿포로 돔), 9회말에 5번째 투수로서 구원 등판·마무리, 1이닝 무실점

##### 기록 달성 경력
- 통산 100세이브 : 2018년 9월 16일, 대 지바 롯데 마린스 19차전(ZOZO 마린 스타디움), 9회말에 3번째 투수로서 구원 등판·마무리, 1이닝 무실점 ※역대 31번째, 역대 최연소(22세 10개월)[103]
- 통산 150세이브 : 2021년 5월 9일, 대 홋카이도 닛폰햄 파이터스 9차전(삿포로 돔), 9회말에 5번째 투수로서 구원 등판·마무리, 1이닝 무실점 ※역대 16번째, 역대 최연소(25세 6개월)[103]
- 통산 200세이브 : 2023년 4월 5일, 대 사이타마 세이부 라이온스 2차전(라쿠텐 모바일 파크 미야기), 9회초에 4번째 투수로서 구원 등판·마무리, 1이닝 무실점 ※역대 9번째, 27세 5개월 만에 달성은 역대 최연소[145]
- 통산 500경기 등판 : 2023년 10월 8일, 대 후쿠오카 소프트뱅크 호크스 25차전(라쿠텐 모바일 파크 미야기), 9회초에 6번째 투수로서 구원 등판, 1이닝 무실점 ※역대 107번째, 27세 11개월 만의 달성은 역대 4번째 최연소 기록[146]

##### 기타
- 71.1이닝 연속 무홈런 ※드래프트제 도입 이후 고졸 신인으로는 역대 최장 기록[56]
- 한 이닝 3자 연속 3구 삼진 : 2017년 4월 25일, 대 지바 롯데 마린스 3차전(도쿄 돔), 9회초에 호소야 게이를 헛스윙 삼진, 맷 더피를 헛스윙 삼진, 스즈키 다이치를 헛스윙 삼진으로 달성. 내역은 루킹 삼진 1, 헛스윙 삼진 7, 파울 1. 역대 17번째, 18번째의 달성
- 한 이닝 4탈삼진 : 2018년 5월 4일, 대 사이타마 세이부 라이온스 7차전(라쿠텐 세이메이 파크 미야기), 9회초에 스미타니 긴지로를 헛스윙 삼진·아키야마 쇼고를 헛스윙 삼진·겐다 소스케를 헛스윙 삼진(낫아웃)·야마카와 호타카를 헛스윙 삼진으로 달성. 역대 21번째[147]
- 시즌 30세이브 : 5회 ※역대 4번째, 퍼시픽 리그 사상 최초[148]
- 올스타전 출장 : 5회(2015년, 2017년, 2019년, 2021년, 2022년)

#### MLB

##### 첫 기록
- 첫 등판·첫 홀드 : 2024년 3월 20일, 대 로스앤젤레스 다저스 1차전(고척스카이돔), 6회초 1사에 4번째 투수로서 구원 등판, 2/3이닝 무실점[149][150]
- 첫 탈삼진 : 상동, 6회초에 엔리케 에르난데스로부터 헛스윙 삼진[149]

### 등번호
- 1(2014년 ~ )
  - 47(2015년 유럽 대표 평가전)
  - 10(2015년 WBSC 프리미어 12, 2017 사무라이 재팬 평가전, 2017년 WBC)
  - 24(2018 미일 야구)
  - 13(2023년 WBC)

### 연도별 투수 성적
| 연 도       | 소 속       | 등 판 | 선 발 | 완 투 | 완 봉 | 무 4 구 | 승 리 | 패 전 | 세 이 브 | 홀 드 | 승 률 | 타 자 | 이 닝 | 피 안 타 | 피 홈 런 | 볼 넷 | 고 4 | 몸 맞 | 탈 삼 진 | 폭 투 | 보 크 | 실 점 | 자 책 점 | 평 자 책 | W H I P |
| ----------- | ----------- | ----- | ----- | ----- | ----- | ------- | ----- | ----- | -------- | ----- | ----- | ----- | ----- | -------- | -------- | ----- | ---- | ----- | -------- | ----- | ----- | ----- | -------- | -------- | ------- |
| 2014년      | 라쿠텐      | 27    | 17    | 1     | 0     | 0       | 4     | 8     | 0        | 3     | .333  | 504   | 116.0 | 91       | 2        | 67    | 0    | 8     | 126      | 6     | 2     | 52    | 49       | 3.80     | 1.36    |
| 2015년      | 라쿠텐      | 63    | 0     | 0     | 0     | 0       | 3     | 2     | 33       | 12    | .600  | 284   | 72.1  | 37       | 3        | 28    | 0    | 2     | 103      | 3     | 0     | 7     | 7        | 0.87     | 0.90    |
| 2016년      | 라쿠텐      | 58    | 0     | 0     | 0     | 0       | 1     | 4     | 30       | 10    | .200  | 272   | 62.1  | 47       | 4        | 40    | 0    | 1     | 75       | 1     | 1     | 23    | 23       | 3.32     | 1.40    |
| 2017년      | 라쿠텐      | 52    | 0     | 0     | 0     | 0       | 3     | 3     | 33       | 5     | .500  | 214   | 52.2  | 31       | 0        | 26    | 0    | 1     | 62       | 0     | 0     | 8     | 7        | 1.20     | 1.08    |
| 2018년      | 라쿠텐      | 53    | 2     | 0     | 0     | 0       | 5     | 8     | 5        | 11    | .385  | 281   | 66.2  | 53       | 4        | 29    | 2    | 3     | 91       | 5     | 0     | 28    | 27       | 3.65     | 1.23    |
| 2019년      | 라쿠텐      | 68    | 0     | 0     | 0     | 0       | 2     | 8     | 38       | 12    | .200  | 271   | 69.2  | 40       | 5        | 24    | 2    | 1     | 107      | 2     | 0     | 17    | 15       | 1.94     | 0.92    |
| 2020년      | 라쿠텐      | 25    | 10    | 0     | 0     | 0       | 4     | 5     | 2        | 8     | .444  | 286   | 68.0  | 56       | 5        | 28    | 0    | 3     | 82       | 4     | 0     | 25    | 24       | 3.18     | 1.24    |
| 2021년      | 라쿠텐      | 43    | 0     | 0     | 0     | 0       | 0     | 2     | 24       | 0     | .000  | 172   | 43.0  | 22       | 1        | 21    | 1    | 1     | 59       | 1     | 0     | 3     | 3        | 0.63     | 1.00    |
| 2022년      | 라쿠텐      | 53    | 0     | 0     | 0     | 0       | 1     | 3     | 32       | 7     | .250  | 194   | 51.2  | 21       | 4        | 19    | 1    | 0     | 83       | 1     | 0     | 11    | 11       | 1.92     | 0.77    |
| 2023년      | 라쿠텐      | 59    | 0     | 0     | 0     | 0       | 2     | 3     | 39       | 8     | .400  | 222   | 57.1  | 38       | 3        | 13    | 2    | 0     | 72       | 2     | 0     | 14    | 10       | 1.57     | 0.89    |
| 통산 : 10년 | 통산 : 10년 | 501   | 29    | 1     | 0     | 0       | 25    | 46    | 236      | 76    | .352  | 2700  | 659.2 | 436      | 31       | 295   | 8    | 20    | 860      | 25    | 3     | 188   | 176      | 2.40     | 1.11    |

- 2023년 시즌 종료 기준
- 굵은 글씨는 시즌 최고 성적

### WBSC 프리미어 12에서의 투수 성적
| 연 도 | 대 표 | 등 판 | 선 발 | 승 리 | 패 전 | 세 이 브 | 타 자 | 이 닝 | 피 안 타 | 피 홈 런 | 볼 넷 | 고 4 | 몸 맞 | 탈 삼 진 | 폭 투 | 보 크 | 실 점 | 자 책 점 | 평 자 책 |
| ----- | ----- | ----- | ----- | ----- | ----- | -------- | ----- | ----- | -------- | -------- | ----- | ---- | ----- | -------- | ----- | ----- | ----- | -------- | -------- |
| 2015  | 일본  | 4     | 0     | 1     | 0     | 1        | 12    | 3.0   | 7        | 0        | 2     | 0    | 0     | 2        | 0     | 0     | 2     | 2        | 6.00     |

### WBC에서의 투수 성적
| 연 도 | 대 표 | 등 판 | 선 발 | 승 리 | 패 전 | 세 이 브 | 타 자 | 이 닝 | 피 안 타 | 피 홈 런 | 볼 넷 | 고 4 | 몸 맞 | 탈 삼 진 | 폭 투 | 보 크 | 실 점 | 자 책 점 | 평 자 책 |
| ----- | ----- | ----- | ----- | ----- | ----- | -------- | ----- | ----- | -------- | -------- | ----- | ---- | ----- | -------- | ----- | ----- | ----- | -------- | -------- |
| 2017  | 일본  | 3     | 0     | 0     | 0     | 0        | 9     | 2.2   | 0        | 0        | 1     | 0    | 0     | 5        | 0     | 0     | 0     | 0        | 0.00     |
| 2023  | 일본  | 1     | 0     | 0     | 0     | 0        | 3     | 1.0   | 0        | 0        | 0     | 0    | 0     | 1        | 0     | 0     | 0     | 0        | 0.00     |

### 연도별 수비 성적
| 연도 | 소속   | 투수  | 투수  | 투수  | 투수  | 투수  | 투수     |
| 연도 | 소속   | 경 기 | 척 살 | 보 살 | 실 책 | 병 살 | 수 비 율 |
| ---- | ------ | ----- | ----- | ----- | ----- | ----- | -------- |
| 2014 | 라쿠텐 | 27    | 2     | 21    | 0     | 1     | 1.000    |
| 2015 | 라쿠텐 | 63    | 3     | 7     | 1     | 0     | .909     |
| 2016 | 라쿠텐 | 58    | 1     | 10    | 0     | 0     | 1.000    |
| 2017 | 라쿠텐 | 52    | 2     | 7     | 0     | 0     | 1.000    |
| 2018 | 라쿠텐 | 53    | 1     | 8     | 0     | 0     | 1.000    |
| 2019 | 라쿠텐 | 68    | 0     | 9     | 1     | 0     | .900     |
| 2020 | 라쿠텐 | 25    | 0     | 7     | 1     | 1     | .875     |
| 2021 | 라쿠텐 | 43    | 3     | 9     | 0     | 0     | 1.000    |
| 2022 | 라쿠텐 | 53    | 2     | 7     | 0     | 0     | 1.000    |
| 2023 | 라쿠텐 | 59    | 4     | 6     | 0     | 0     | 1.000    |
| 통산 | 통산   | 501   | 18    | 91    | 3     | 2     | .973     |

- 2023년 시즌 종료 기준

### 주해
1. ↑  고등학교에 입학하기 전까지만 해도 직구와 커브만 던졌기 때문에 잘 맞았던 것으로 유명하다.[121]

### 출전
1. ↑  “Yuki Matsui Contract Details, Salaries, & Earnings” (영어). Spotrac. 2024년 1월 4일에 확인함.
2. ↑  “青葉区出身 松井裕樹投手 東北へ 卒業式で特別賞”. 《タウンニュース 青葉区版》. 2014년 3월 6일. 2020년 4월 1일에 확인함.
3. ↑  “【甲子園レジェンド　１００分の１の夏】楽天・松井裕樹　大会新記録「２２三振」を奪った夏を振り返る　「あれがなかったら、プロはなかった」”. 《ZAKZAK》. 2018년 8월 9일. 2022년 8월 23일에 확인함.
4. 1 2  “「また一緒にやれたら…」楽天松井とDeNAドラ8楠本、小中同級生をつなぐ縁”. 《Full-Count》. 2017년 12월 22일. 2022년 8월 23일에 확인함.
5. 1 2 3 4  “桐光松井2戦41Ｋ板東伝説抜いた／甲子園”. 《닛칸 스포츠》. 2012년 8월 17일. 2012년 8월 18일에 확인함.
6. 1 2  “「手元で消えた」…桐光・松井 縦スライダー10連続!22K”. 《Sponichi Annex》. 2012년 8월 9일. 2012년 8월 15일에 확인함.
7. ↑  “桐光学園 5-4 桐蔭学園”. スポーツブル. 2021년 7월 2일에 확인함.
8. ↑  “横浜 2-1 桐光学園”. スポーツブル. 2021년 7월 2일에 확인함.
9. ↑  “桐光2年エースが横浜破る／神奈川大会”. 《닛칸 스포츠》 (닛칸 스포츠 신문사). 2012년 7월 26일.
10. ↑  “桐光V！エース松井6戦68K／神奈川大会”. 《닛칸 스포츠》 (닛칸 스포츠 신문사). 2012년 7월 30일.
11. ↑  “桐光学園・松井が22奪三振新記録／詳細”. 《닛칸 스포츠》 (닛칸 스포츠 신문사). 2012년 8월 9일.
12. ↑  “桐光松井「ちょっとできすぎ」／一問一答”. 《닛칸 스포츠》 (닛칸 스포츠 신문사). 2012년 8월 9일.
13. 1 2 3 4 5 6 7 8 9  “桐光でも松井伝説 10連続&22K／甲子園”. 《닛칸 스포츠》 (닛칸 스포츠 신문사). 2012년 8월 10일.
14. ↑  “桐光学園・松井のWボール“殿堂入り””. 《DAILY SPORTS ONLINE》. 2012년 8월 15일. 2012년 8월 15일에 원본 문서에서 보존된 문서. 2012년 8월 15일에 확인함.
15. ↑  “計41Kは板東英二超え!松井 対策立てられても19K”. 《Sponichi Annex》. 2012년 8월 17일. 2012년 8월 18일에 확인함.
16. ↑  “浦添商、“ソフトボール打法”も完封阻止がやっと…夏の甲子園”. 《스포츠 호치》 (호치 신문사). 2012년 8월 20일. 2012년 8월 30일에 원본 문서에서 보존된 문서. 2013년 10월 1일에 확인함.
17. ↑  “桐光学園・松井が3戦53奪三振／甲子園”. 《닛칸 스포츠》 (닛칸 스포츠 신문사). 2012년 8월 19일.
18. ↑  “三振王子！松井「打たせて」12K／甲子園”. 《닛칸 스포츠》 (닛칸 스포츠 신문사). 2012년 8월 20일.
19. ↑  “負けても凄かった松井　奪三振率は驚異の17.00”. 《Sponichi Annex》. 2012년 8월 21일. 2013년 8월 28일에 확인함.
20. ↑  “松井「気力だけ」で15Kも涙／甲子園”. 《닛칸 스포츠》 (닛칸 스포츠 신문사). 2012년 8월 20일.
21. ↑  “号泣止まらず 桐光学園・松井 577球68Kで終戦「3年生に申し訳ない」”. 《Sponichi Annex》. 2012년 8월 20일. 2012년 8월 25일에 확인함.
22. ↑  “松井歴代3位68K左腕では1位/甲子園”. 《닛칸 스포츠》 (닛칸 스포츠 신문사). 2012년 8월 20일.
23. ↑  “松井12Kも敗退 センバツ絶望／高校野球”. 《닛칸 스포츠》 (닛칸 스포츠 신문사). 2012년 9월 23일.
24. ↑  “桐光・松井、進路は「世界一左腕になる」”. 《닛칸 스포츠》 (닛칸 스포츠 신문사). 2013년 1월 11일.
25. ↑  “桐光・松井　狙って12連続K／高校野球”. 《닛칸 스포츠》 (닛칸 스포츠 신문사). 2013년 4월 22일.
26. ↑  “桐光・松井15アウト中12K／高校野球”. 《닛칸 스포츠》 (닛칸 스포츠 신문사). 2013년 5월 4일.
27. ↑  “松井スラ封印で6者連続K／高校野球”. 《닛칸 스포츠》 (닛칸 스포츠 신문사). 2013년 4월 21일.
28. 1 2  “桐光・松井 浦学を1安打18K27人斬り”. 《닛칸 스포츠》 (닛칸 스포츠 신문사). 2013년 7월 2일.
29. ↑  “桐光・松井号泣…2被弾敗退／神奈川大会”. 《닛칸 스포츠》 (닛칸 스포츠 신문사). 2013년 7월 26일.
30. ↑  “松井号泣 10Kも2発で終戦　自己最速149キロ「勝たなきゃ意味ない」”. 《Sponichi Annex》. 2013년 7월 26일. 2013년 8월 28일에 확인함.
31. ↑  “独占手記 横浜高コーチが明かした桐光・松井の致命的弱点”. 《日刊ゲンダイDIGITAL》. 2013년 7월 27일. 2015년 12월 8일에 원본 문서에서 보존된 문서. 2015년 12월 1일에 확인함.
32. ↑  “V腕高橋、桐光・松井ら高校日本代表に”. 《닛칸 스포츠》 (닛칸 스포츠 신문사). 2013년 8월 22일.
33. ↑  “日本代表エースに指名！松井「どれだけ通用するか楽しみ」”. 《Sponichi Annex》. 2013년 8월 25일. 2013년 8월 28일에 확인함.
34. 1 2  “松井12K世界デビュー1勝／18UW杯”. 《닛칸 스포츠》 (닛칸 스포츠 신문사). 2013년 9월 2일. 2021년 7월 2일에 확인함.
35. ↑  “松井、直球で韓国6回0封／18UW杯”. 《닛칸 스포츠》 (닛칸 스포츠 신문사). 2013년 9월 6일.
36. ↑  “日本準V あと1歩…松井の夢／18UW杯”. 《닛칸 스포츠》 (닛칸 스포츠 신문사). 2013년 9월 9일.
37. ↑  “松井12球団ＯＫ、国内一本「挑戦したい」”. 《닛칸 스포츠》 (닛칸 스포츠 신문사). 2013년 9월 28일.
38. ↑  “桐光学園・松井「力試したい」／一問一答”. 《닛칸 스포츠》 (닛칸 스포츠 신문사). 2013년 9월 27일.
39. ↑  “松井、楽天が交渉権 大瀬良は広島 ドラフト会議”. 《아사히 신문 디지털》 (아사히 신문). 2013년 10월 24일.
40. ↑  “楽天松井は1番! 迷わず希望し即決”. 《닛칸 스포츠》 (닛칸 스포츠 신문사). 2013년 11월 29일.
41. ↑  “「マー君が目標」／楽天松井一問一答”. 《닛칸 스포츠》 (닛칸 스포츠 신문사). 2013년 11월 29일.
42. ↑  “【久米島キャンプ】参加選手に関して”. 도호쿠 라쿠텐 골든이글스. 2014년 1월 22일. 2021년 7월 2일에 확인함.
43. ↑  “【プロ野球】2014年に懸ける崖っぷちの男たち”. Web Sportiva. 2014년 2월 5일. 2021년 7월 2일에 확인함.
44. ↑  “松井裕、プロ入り最高の150キロマークも連続無失点は途切れる”. 《Sponichi Annex》 (스포츠 닛폰). 2014년 3월 19일.
45. ↑  “松井裕、開幕ローテ入り決定!星野監督明言「入ってくるわな」”. 《Sponichi Annex》 (스포츠 닛폰). 2014년 3월 13일.
46. ↑  “松井裕3失点黒星デビュー「悔しいです」”. 《닛칸 스포츠》 (닛칸 스포츠). 2014년 4월 2일.
47. ↑  “松井裕また制球難　新人初開幕3戦3連敗”. 《닛칸 스포츠》 (닛칸 스포츠). 2014년 4월 16일.
48. ↑  “楽天・松井裕　2軍降格　星野監督「もう一回ABCから勉強」”. 스포니치. 2014년 4월 24일. 2014년 4월 24일에 확인함.
49. ↑  “松井裕　6日に1軍昇格!当面は中継ぎでブルペン待機”. 스포니치. 2014년 4월 24일. 2014년 6월 6일에 확인함.
50. ↑  “松井裕、中継ぎで昇格も　佐藤代行明かす”. 닛칸 스포츠. 2014년 6월 2일. 2014년 6월 6일에 확인함.
51. ↑  “楽天松井裕6日1軍緊急昇格、中継ぎ起用”. 《닛칸 스포츠》 (닛칸 스포츠 신문사). 2014년 6월 6일.
52. ↑  “楽天松井裕、リリーフ登板で2回無失点”. 《닛칸 스포츠》 (닛칸 스포츠 신문사). 2014년 6월 7일.
53. ↑  “楽天　松井裕が救援でプロ初勝利”. 닛칸 스포츠. 2014년 7월 2일. 2021년 7월 22일에 확인함.
54. ↑  “全イ・松井裕　森友とドラ1バッテリーも1回1失点”. 스포츠 닛폰. 2014년 7월 17일. 2021년 7월 22일에 확인함.
55. ↑  “楽天・松井裕　先発でプロ初勝利！7回9Ｋ、9連勝ソフトB止めた”. 스포츠 닛폰. 2014년 8월 13일. 2021년 7월 22일에 확인함.
56. 1 2  “楽天　松井裕が48年ぶりに被本塁打0の新記録　達成直後に一発浴びる”. 스포츠 닛폰. 2014년 8월 26일. 2021년 7월 22일에 확인함.
57. ↑  “欧州代表戦、侍ジャパン出場選手発表！6選手が小久保体制下で初招集”. 侍ジャパン公式サイト. 2015년 2월 16일. 2015년 3월 22일에 확인함.
58. ↑  “ひかりTV 4K GLOBAL BASEBALL MATCH 2015 侍ジャパン 対 欧州代表 第2戦 2015年3月11日（水） 東京ドーム　打席結果・投打成績”. 野球日本代表 侍ジャパンオフィシャルサイト. 2015년 3월 11일. 2016년 3월 10일에 확인함.
59. ↑  “楽天松井裕守護神で開幕　ミコライオ負傷で抜てきへ”. 닛칸 스포츠. 2015년 3월 11일. 2016년 9월 9일에 확인함.
60. ↑  “楽天松井裕　8セーブ目もついに今季初失点”. 닛칸 스포츠. 2015년 5월 16일. 2016년 9월 9일에 확인함.
61. ↑  “楽天松井裕、最速10S　左腕初の高卒2年目2桁”. 닛칸 스포츠. 2015년 5월 25일. 2016년 9월 9일에 확인함.
62. ↑  “楽天松井裕31試合目初黒星　チーム3年ぶり8連敗”. 닛칸 스포츠. 2015년 7월 5일. 2016년 9월 9일에 확인함.
63. ↑  “マツダオールスターゲーム2015出場者”. 일본 야구 기구. 2016년 9월 9일에 확인함.
64. ↑  “2015年度マツダオールスターゲーム　試合結果（第1戦）”. 일본 야구 기구. 2016년 9월 9일에 확인함.
65. ↑  “楽天松井裕、球団新の23セーブ「今日は100点」”. 닛칸 스포츠. 2015년 8월 5일. 2016년 4월 29일에 확인함.
66. ↑  “楽天松井裕、高卒２年目最多28Ｓ　95年平井超え”. 닛칸 스포츠. 2015년 9월 10일. 2016년 4월 29일에 확인함.
67. ↑  “松井裕“救援失敗０”目指す！マー君から教え「道具にこだわれ」”. スポニチ Sponichi Annex. 2016년 1월 24일. 2021년 7월 2일에 확인함.
68. ↑  “楽天火消し松井裕6失点炎上　同一カード3連勝消す”. 닛칸 스포츠. 2016년 5월 5일. 2016년 9월 9일에 확인함.
69. ↑  楽天松井裕が今年も20Ｓ「感謝を忘れないように」 - 닛칸 스포츠, 2016년 8월 6일
70. ↑  “小川、菊池、松井裕、浅村が月間MVP”. 닛칸 스포츠. 2016년 9월 8일. 2016년 9월 9일에 확인함.
71. ↑  “「ほっと」球団初の2年連続30セーブ”. 닛칸 스포츠. 2016년 9월 23일. 2021년 9월 5일에 확인함.
72. 1 2  “楽天松井裕、回またぎ0封で勝ち投手　WBCで成長”. 닛칸 스포츠. 2017년 4월 1일. 2016년 9월 9일에 확인함.
73. ↑  “楽天松井裕樹「点やったらおしまい」初失点で初黒星”. 닛칸 스포츠. 2017년 4월 29일. 2017년 5월 1일에 확인함.
74. ↑  “楽天松井裕樹が記録した3者連続3球三振を過去に達成しているのは？”. 《BBCrix》. 2017년 5월 6일. 2017년 12월 22일에 원본 문서에서 보존된 문서. 2017년 12월 18일에 확인함.
75. ↑  “松井裕、3連続3球三振9球中7球空振り　最多記録更新”. 스포츠 닛폰. 2017년 4월 14일. 2017년 4월 26일에 확인함.
76. ↑  “マイナビオールスターゲーム2017　ファン投票結果”. 일본 야구 기구. 2017년 6월 26일. 2017년 6월 26일에 확인함.
77. ↑  “【楽天】松井裕は左肩後方筋肉の部分損傷　復帰まで４週間に梨田監督「疲れもあると思う」”. 스포츠 호치. 2017년 7월 27일. 2017년 7월 30일에 원본 문서에서 보존된 문서. 2017년 7월 31일에 확인함.
78. ↑  “楽天の松井裕が史上7人目の3年連続30セーブ”. 데일리 스포츠. 2017년 9월 7일. 2017년 9월 8일에 확인함.
79. ↑  “楽天・松井裕、1億4000万円で更改　3年連続30S達成”. 《니혼케이자이 신문사(교도 통신 송신)》. 2017년 12월 9일. 2019년 3월 1일에 확인함.
80. ↑  “史上最年少100S目前も防御率6点台…楽天・松井裕樹が苦しんでいる理由”. Full-Count. 2018년 5월 9일. 2018년 5월 18일에 확인함.
81. ↑  “【楽天】不調松井をセットアッパー起用し今季２度目の２連勝”. 스포츠 호치. 2018년 5월 11일. 2018년 5월 15일에 확인함.
82. ↑  “楽天松井が登録抹消、梨田監督「本来の球ではない」”. 닛칸 스포츠. 2018년 6월 7일. 2018년 6월 8일에 확인함.
83. ↑  “楽天松井裕樹、史上最年少で100S到達　31人目”. 닛칸 스포츠. 2018년 9월 16일. 2021년 9월 5일에 확인함.
84. ↑  “楽天・松井裕樹が1465日ぶり先発勝利　5回3安打7K無失点の好投で今季5勝目”. 《FullCount》 (일본어). 2018년 9월 27일. 2019년 3월 1일에 원본 문서에서 보존된 문서. 2019년 3월 1일에 확인함.
85. ↑  “【楽天】先発再転向の松井、球団タイ7者連続K　6回14Kの奪三振ショーもリード守れず”. 《스포츠 호치》. 2018년 10월 4일. 2018년 10월 4일에 확인함.
86. ↑  “【楽天】侍ジャパン常連・松井、日米野球代表入りに「一流選手のプレーを肌で感じたい」”. 《스포츠 호치》. 2018년 10월 10일. 2018년 11월 7일에 확인함.
87. ↑  “【松井裕樹選手】入籍に関して”. 《도호쿠 라쿠텐 골든이글스》. 2018년 12월 13일. 2018년 12월 13일에 확인함.
88. ↑  “楽天松井裕樹　3000万減1・1億　来季も救援で”. 《닛칸 스포츠》 (일본어). 2018년 12월 22일. 2019년 3월 1일에 확인함.
89. ↑  “マイナビオールスターゲーム2019　ファン投票結果”. 일본 야구 기구. 2019년 6월 24일. 2019년 10월 16일에 확인함.
90. ↑  “楽天松井裕樹が江夏超え！パ左腕最多35セーブ”. 닛칸 스포츠. 2019년 9월 11일. 2019년 10월 16일에 확인함.
91. ↑  “松井選手、森原選手　野球日本代表試合・出場辞退について”. 도호쿠 라쿠텐 골든이글스. 2019년 10월 21일. 2021년 7월 22일에 확인함.
92. ↑  “楽天松井年俸2.5億円の4年契約　先発転向を明言”. 닛칸 스포츠. 2019년 12월 17일. 2021년 7월 22일에 확인함.
93. ↑  “楽天・松井裕樹がファーム練習試合で大炎上…先発調整も6失点で1回降板”. BASEBALL KING. 2020년 3월 27일. 2021년 9월 5일에 확인함.
94. ↑  “楽天松井裕樹に開幕ローテ当確ランプ「使う」コーチ”. 닛칸 스포츠. 2020년 6월 24일. 2021년 9월 5일에 확인함.
95. ↑  “楽天松井625日ぶり先発「高ぶりない」開幕2戦目”. 닛칸 스포츠. 2020년 6월 19일. 2021년 9월 5일에 확인함.
96. ↑  “楽天松井裕樹5回途中4失点、先発再転向初勝利逃す”. 닛칸 스포츠. 2020년 6월 27일. 2021년 9월 5일에 확인함.
97. ↑  “楽天・松井が二軍降格、ここまで2試合先発挑戦もスタミナ不足課題”. 스포츠 닛폰. 2020년 6월 29일. 2021년 9월 5일에 확인함.
98. ↑  “楽天・松井が約1か月ぶり先発　前日快投・涌井のエールも5回3失点で初黒星”. 도쿄 스포츠. 2020년 8월 6일. 2021년 9월 5일에 확인함.
99. ↑  “楽天・松井、7回1安打11K零封で2年ぶり先発勝利「勝ち星を挙げられてホッとしています」”. 스포츠 닛폰. 2020년 8월 27일. 2021년 9월 5일에 확인함.
100. ↑  “楽天松井12Kで3勝「まじか」カーブで窮地脱する”. 닛칸 스포츠. 2020년 9월 24일. 2021년 9월 5일에 확인함.
101. ↑  “楽天松井裕樹がリリーフ復帰「さまざまな理由」監督”. 닛칸 스포츠. 2020년 9월 30일. 2021년 9월 5일에 확인함.
102. ↑  “楽天・松井が現状維持でサイン　来季は石井監督から守護神に指名され「任せてもらえて嬉しい」”. 스포츠 닛폰. 2020년 11월 27일. 2021년 9월 5일에 확인함.
103. 1 2 3  “楽天・松井が史上最年少で通算150セーブを達成「母の日」に石橋杏奈夫人に捧げる”. 《스포츠 닛폰》. 2021년 5월 9일. 2021년 5월 9일에 확인함.
104. ↑  “楽天ショック！松井裕樹は長期離脱へ「チームが背負った試練」石井監督”. 닛칸 스포츠. 2021년 8월 26일. 2021년 9월 5일에 확인함.
105. ↑  “【楽天】松井裕樹が通算200セーブ達成　史上最年少27歳５カ月で到達、史上９人目”. 닛칸 스포츠. 2023년 4월 5일. 2023년 4월 5일에 확인함.
106. ↑  “【楽天】松井裕樹が海外FA権行使し米挑戦　森井社長「めちゃくちゃ痛い」すでに複数回残留交渉”. 《닛칸 스포츠》. 2023년 10월 25일. 2023년 12월 24일에 확인함.
107. ↑  “【楽天】松井裕樹が海外FA権行使を正式表明、カージナルスやカブスなどが獲得に動くとみられる”. 《닛칸 스포츠》. 2023년 11월 9일. 2023년 12월 24일에 확인함.
108. ↑  “「松井裕樹投手、ようこそサンディエゴへ！」パドレスが松井裕樹との契約を正式発表”. 《닛칸 스포츠》. 2023년 12월 24일. 2023년 12월 24일에 확인함.
109. ↑  “松井裕樹がパドレスと5年契約正式発表、総額40億円で契約 ダルビッシュ有との侍ジャパンタッグ結成へ”. 《스포츠 호치》. 2023년 12월 24일. 2024년 2월 12일에 확인함.
110. ↑  “松井裕樹がパドレス入団会見 ダルビッシュが"決め手"に、大谷は「世界最高の左打者」”. 《Full-Count》. 2024년 1월 10일. 2024년 2월 12일에 확인함.
111. ↑  AJ Cassavell (2024년 3월 15일). “Padres set travel roster for Seoul Series trip”. 《MLB.com》 (영어). 2024년 3월 21일에 확인함.
112. ↑  “パドレスが韓国・ソウルに到着　ダルビッシュ、松井裕樹、金河成ら仁川国際空港に降り立つ”. 《닛칸 스포츠》. 2024년 3월 15일. 2024년 3월 21일에 확인함.
113. ↑  “Padres announce 2024 Opening Day roster”. 《MLB.com》 (영어). 2024년 3월 20일. 2024년 3월 21일에 확인함.
114. ↑  “「WBSC プレミア12」侍ジャパントップチーム最終ロースター28名発表！！”. 野球日本代表 侍ジャパンオフィシャルサイト. 2015년 10월 9일. 2015년 10월 9일에 확인함.
115. ↑  “全世代侍ジャパン選手リスト：松井裕樹投手”. 野球日本代表 侍ジャパンオフィシャルサイト. 2015년 10월 7일. 2016년 9월 9일에 확인함.
116. ↑  “＜楽天＞則本、松井裕　WBC終えチームに合流”. 가호쿠 신보. 2017년 3월 26일. 2017년 4월 27일에 원본 문서에서 보존된 문서. 2017년 4월 26일에 확인함.
117. ↑  “「2023 WORLD BASEBALL CLASSIC™」日本代表「侍ジャパン」に松井裕樹選手が選出!”. 東北楽天ゴールデンイーグルス. 2023년 1월 26일. 2023년 1월 26일에 확인함.
118. ↑  “楽天・松井 「縦角度は野茂」「下半身は上原」のいいとこ取り”. 닛칸 겐다이. 2014년 3월 28일. 2021년 7월 22일에 확인함.
119. ↑  “＜選手、コーチ、スタッフが語る＞わがチームの速球王 | 野球コラム”. 《週刊ベースボールONLINE》. 2023년 3월 20일. 2024년 2월 12일에 확인함.
120. ↑  “楽天・松井裕樹 驚異の回転数／わがチームの速球王 | 野球コラム”. 《週刊ベースボールONLINE》. 2019년 6월 2일. 2024년 2월 12일에 확인함.
121. ↑  “松井裕、新球「カット」えぐった27Ｓ平井に並ぶ”. 日刊スポーツ. 2015년 9월 5일. 2016년 4월 30일에 확인함.
122. ↑  《ドラフト超目玉左腕・松井を工藤公康が徹底解剖》 [드래프트에서 가장 주목을 끈 좌완·마쓰이를 구도 기미야스가 철저히 해부한다]. 《슈칸 베이스볼》 (베이스볼 매거진사). 8–11쪽. 잡지 20445-5/27.
123. ↑  야마무라 히로키 (2014년 2월 16일). “楽天・嶋基宏が語った「松井裕樹と田中将大のスライダーの違い」”. web Sportiva. 2021년 7월 22일에 확인함.
124. ↑  《松井裕樹の3つの武器と3つの不安》 [마쓰이 유키의 세 가지 무기와 세 가지의 불안]. 《야큐타로》 (고사이도 출판). 44–49쪽. 잡지 69411-42.
125. ↑  “楽天・松井裕　2軍降格　星野監督「もう一回ABCから勉強」”. 스포츠 닛폰. 2014년 4월 24일. 2014년 4월 24일에 확인함.
126. ↑  “松井裕　6日に1軍昇格!当面は中継ぎでブルペン待機”. 스포츠 닛폰. 2014년 4월 24일. 2014년 6월 6일에 확인함.
127. ↑  “松井稼しょうがない…松井裕の愛称「まっちゃん」に決定”. 《Sponichi Annex》. 2014년 2월 2일. 2014년 5월 27일에 확인함.
128. ↑  “離れても支え合う2人　交流戦で再び同じグラウンドへ”. 《아사히 신문 디지털》. 2021년 5월 25일. 2024년 2월 12일에 확인함.
129. ↑  “19歳の天才ストッパー 楽天・松井裕樹の「青春と才能」必見!美しすぎる「空振り三振」”. 《겐다이 비즈니스》 (일본어). 2015년 6월 21일. 2022년 2월 6일에 확인함.
130. ↑  “中３で全国制覇の松井裕樹 スカウトに「なんでオレだけ。ホント、嫌だ」”. 《日刊ゲンダイDIGITAL》. 2013년 9월 13일. 2015년 12월 8일에 원본 문서에서 보존된 문서. 2015년 12월 1일에 확인함.
131. ↑  “DeNA・楠本泰史　あこがれのユニフォームをまとって「覚悟を決めてバットを振ってダメだったらそれはそれでしょうがない」”. 《슈칸 베이스볼 ONLINE》. 2021년 9월 13일. 2022년 8월 23일에 확인함.
132. ↑  “1試合22K桐光学園・松井／プロフィル”. 《nikkansports.com》 (닛칸 스포츠 신문사). 2012년 8월 9일.
133. ↑  “桐光　松井に聞く　対戦したい打者は？「ソフトバンクの内川さん」”. 스포츠 닛폰. 2013년 9월 28일. 2021년 7월 2일에 확인함.
134. ↑  “楽天　松井裕が交通事故　けがなく試合に登板　球団から厳重注意”. 스포츠 닛폰. 2017년 4월 14일. 2017년 4월 26일에 확인함.
135. ↑  “【楽天】守護神・松井裕樹のリラックス法は「乃木坂」秋元真夏推し”. 스포츠 호치. 2017년 6월 3일. 2017년 6월 6일에 원본 문서에서 보존된 문서. 2017년 6월 3일에 확인함.
136. ↑  “楽天松井裕の弟和輝はバットで活躍／千葉”. 《닛칸 스포츠》 (닛칸 스포츠 신문사). 2015년 7월 2일. 2020년 10월 8일에 확인함.
137. ↑  “ハナマウイ　楽天松井の弟・和輝は2安打　兄からの激励動画で奮起”. 《Sponichi Annex》 (스포츠 닛폰 신문사). 2020년 10월 8일. 2020년 10월 8일에 확인함.
138. ↑  “楽天・松井裕樹、石橋杏奈と結婚！１２月にハワイ挙式　鷹党女優と愛育んだ”. 《Sponichi Annex》 (스포츠 닛폰 신문사). 2018년 8월 7일. 2018년 8월 7일에 확인함.
139. ↑  “結婚報道 石橋杏奈の所属事務所「交際は事実」 今後のことは「見守って」”. 《ORICON NEWS》 (오리콘). 2018년 8월 7일. 2018년 8월 7일에 확인함.
140. ↑  “楽天松井「してます」石橋杏奈との真剣交際認める”. 《nikkansports.com》 (닛칸 스포츠 신문사). 2018년 8월 7일. 2018년 8월 9일에 확인함.
141. ↑  “松井裕樹、石橋杏奈が結婚　ディズニーで交際&告白”. 《nikkansports.com》 (닛칸 스포츠 신문사). 2018년 12월 13일. 2018년 12월 13일에 확인함.
142. ↑  “石橋杏奈が第１子女児を出産、楽天・松井がパパに”. 《데일리 스포츠》. 2020년 5월 5일. 2020년 5월 5일에 확인함.
143. ↑  “石橋杏奈、第2子男児出産 2人の子どもを「楽しく見守っていこうと思います」”. 《オリコン online》. 2022년 10월 14일. 2022년 10월 14일에 확인함.
144. ↑  “スコア速報　オリックス対楽天”. 닛칸 스포츠. 2014년 7월 2일. 2014년 7월 10일에 확인함.
145. ↑  “楽天・松井裕樹が最年少200セーブ達成！　27歳5カ月でDeNAの山崎康晃超え”. 《스포츠 닛폰》. 2023년 4월 5일. 2023년 4월 5일에 확인함.
146. ↑  “【楽天】松井裕樹が通算500試合登板「通過点」プロ野球史上４位の若さ27歳11カ月での達成”. 《닛칸 스포츠》. 2023년 10월 7일. 2023년 10월 8일에 확인함.
147. ↑  “楽天の松井、１回４三振でも黒星”. 산케이 뉴스. 2018년 5월 5일. 2018년 5월 9일에 원본 문서에서 보존된 문서. 2018년 5월 8일에 확인함.
148. ↑  “【データ】楽天松井裕樹30セーブ到達　岩瀬、サファテ、山崎に次ぐ４人目の５度目の30セーブ”. 《닛칸 스포츠》. 2022년 9월 11일. 2022년 10월 5일에 확인함.
149. 1 2  “パドレス松井裕樹　6回からメジャー初登板　2/3を無安打無失点、1四球　初三振も記録しダルも拍手”. 《스포츠 닛폰》. 2024년 3월 20일. 2024년 3월 20일에 확인함.
150. ↑  “【データ】パドレス松井裕樹、日本人初のデビュー戦ホールド　１点リードの場面で登板”. 《닛칸 스포츠》. 2024년 3월 20일. 2024년 3월 21일에 확인함.